# GLAAD Media Awards 2001
La 12ª edizione dei GLAAD Media Awards si è tenuta nel 2001. Le cerimonie di premiazione hanno avuto luogo all'Hilton Towers di New York il 16 aprile, al Century Plaza Hotel di Los Angeles il 28 aprile, al George Washington University's Lisner Auditorium di Washington il 12 maggio e a San Francisco il 10 giugno.

## New York
Excellence in Media Award
- Vanessa Redgrave

Vito Russo Award
- Liz Smith

Miglior documentario;
- Living with Pride: Ruth C. Ellis @ 100
- The Real World
- Creature
- Our House: A Very Real Documentary About Kids of Gay & Lesbian Parents
- You Don't Know Dick: Courageous Hearts of Transsexual Men

Miglior serie Daytime drammatica;
- La valle dei pini

Miglior film per la televisione
- Women
- Chutney Popcorn
- Common Ground
- Una drag queen come mamma
- The Truth About Jane

## Los Angeles
Stephen F. Kolzak Award
- Paris Barclay

Miglior film della grande distribuzione
- Billy Elliot
- Campioni di razza
- Sai che c'è di nuovo?
- Wonder Boys

Miglior film della piccola distribuzione
- Il club dei cuori infranti
- Aimée & Jaguar
- Prima che sia notte
- Urbania

Miglior serie commedia;
- Will & Grace
- Beggars and Choosers
- Los Beltrán
- Popular

Miglior serie drammatica
- Queer as Folk
- Buffy l'ammazzavampiri
- Dawson's Creek
- Felicity
- Undressed

Miglior episodio serie TV
- "The Whole Truth", Ed
- "Boys Will Be Girls", Chicago Hope
- "Are You My Father?", In tribunale con Lynn
- "The Little Things", Freaks and Geeks
- "Freak Show", Boston Hospital

Miglior album;
- Invincible Summer, k.d. lang

## Washington
Barbara Gittings Award
- Barbara Gittings

Capitol Award
- Harvey Fierstein

Riconoscimento Speciale;
- West Wing - Tutti gli uomini del Presidente

## San Francisco
Davidson/Valentini Award
- Rob Epstein
- Jeffrey Friedman

Pioneer Award
- San Francisco Gay and Lesbian Film Festival

Riconoscimento Speciale
- Survivor